# Изогипса

Стандартная карта с изогипсами

Изогипса (от др.-греч. ισος — равный и др.-греч. ὕψος — высота), горизонталь — частный случай изолинии, линия на карте, состоящая из точек с одинаковой высотой над уровнем моря или другим выбранным уровнем. Используется для отображения рельефа морского дна и суши на топографических, физических и гипсометрических картах, определяя проекцию сечения рельефа, обычно относительного уровня Мирового океана (форму, крутизну склонов и характер расчленения).

Построение изогипсы

## История
Изогипсы были изобретены в 1774 году английским математиком Чарлзом Хаттоном при обработке результатов эксперимента с гравитационным отклонением отвеса горой Шихаллион (Шотландия). Результаты обмера горы представляли собой отметки на карте высот различных точек горы. Хаттон заметил, что если соединить точки, обозначающие равные высоты, то картина становится значительно яснее.
Примерно к 1843 году, когда служба «Ordnance Survey» начала регулярно регистрировать контурные линии в Великобритании и Ирландии, они уже широко использовались в европейских странах.